# Новленское (Московская область)
Новленское — деревня в городском округе Домодедово Московской области.

## География
Находится в южной части Московской области на расстоянии приблизительно 5 км на север-северо-восток по прямой от железнодорожной станции Домодедово.

## История
До 2004 года входила в состав Ямского сельского округа Домодедовского района.

## Население
Постоянное население составляло 59 человек в 2002 году (русские 92 %), 64 в 2010.